# Rea Garvey/Diskografie
Diese Diskografie ist eine Übersicht über die musikalischen Werke des irischen Rocksängers Rea Garvey. Den Quellenangaben und Schallplattenauszeichnungen zufolge hat er bisher mehr als 2,9 Millionen Tonträger verkauft. Seine erfolgreichste Veröffentlichung ist die Autorenbeteiligung Supergirl (Anna Naklab feat. Alle Farben & Younotus) mit über 550.000 verkauften Einheiten.

## Alben

### Studioalben
| Jahr | Titel Musiklabel                             | Höchstplatzierung, Gesamtwochen, AuszeichnungChartplatzierungen (Jahr, Titel, Musiklabel, Platzierungen, Wochen, Auszeichnungen, Anmerkungen) | Höchstplatzierung, Gesamtwochen, AuszeichnungChartplatzierungen (Jahr, Titel, Musiklabel, Platzierungen, Wochen, Auszeichnungen, Anmerkungen) | Höchstplatzierung, Gesamtwochen, AuszeichnungChartplatzierungen (Jahr, Titel, Musiklabel, Platzierungen, Wochen, Auszeichnungen, Anmerkungen) | Höchstplatzierung, Gesamtwochen, AuszeichnungChartplatzierungen (Jahr, Titel, Musiklabel, Platzierungen, Wochen, Auszeichnungen, Anmerkungen) | Anmerkungen                                                  |
| Jahr | Titel Musiklabel                             | DE | AT | CH | UK | Anmerkungen                                                  |
| ---- | -------------------------------------------- | --- | --- | --- | --- | ------------------------------------------------------------ |
| 2011 | Can’t Stand the Silence Island Records (UMG) | DE4 Platin · (60 Wo.)DE | AT25 (18 Wo.)AT | CH23 (7 Wo.)CH | — | Erstveröffentlichung: 30. September 2011 Verkäufe: + 200.000 |
| 2014 | Pride Island Records (UMG)                   | DE5 Platin · (48 Wo.)DE | AT12 (17 Wo.)AT | CH9 (29 Wo.)CH | — | Erstveröffentlichung: 2. Mai 2014 Verkäufe: + 200.000        |
| 2015 | Prisma Island Records (UMG)                  | DE2 Gold · (18 Wo.)DE | AT13 (4 Wo.)AT | CH18 (4 Wo.)CH | — | Erstveröffentlichung: 2. Oktober 2015 Verkäufe: + 100.000    |
| 2018 | Neon Island Records (UMG)                    | DE2 Gold · (31 Wo.)DE | AT7 (17 Wo.)AT | CH7 (25 Wo.)CH | — | Erstveröffentlichung: 23. März 2018 Verkäufe: + 100.000      |
| 2020 | Hy Brasil Island Records (UMG)               | DE7 (15 Wo.)DE | AT14 (4 Wo.)AT | CH7 (7 Wo.)CH | — | Erstveröffentlichung: 20. November 2020                      |
| 2024 | Halo Island Records (UMG)                    | DE6 (4 Wo.)DE | AT13 (1 Wo.)AT | CH6 (3 Wo.)CH | — | Erstveröffentlichung: 13. September 2024                     |

### Livealben
| Jahr | Titel Musiklabel                                        | Anmerkungen                                                                          |
| ---- | ------------------------------------------------------- | ------------------------------------------------------------------------------------ |
| 2016 | Prisma (The Get Loud Tour Edition) Island Records (UMG) | Erstveröffentlichung: 25. November 2016 Verkäufe werden dem Studioalbum hinzuaddiert |

### EPs
| Jahr | Titel Musiklabel                         | Anmerkungen                                                                                 |
| ---- | ---------------------------------------- | ------------------------------------------------------------------------------------------- |
| 2021 | The Last Minute Jewel Records (Jewel)    | Erstveröffentlichung: 10. Dezember 2021 mit Michael Mittermeier & Sasha als Christmas Chaos |
| 2023 | Higher Hope Universal Music (UMG)        | Erstveröffentlichung: 31. März 2023                                                         |
| 2023 | Aura Universal Music (UMG)               | Erstveröffentlichung: 14. April 2023                                                        |
| 2023 | Love Lights Universal Music (UMG)        | Erstveröffentlichung: 21. April 2023                                                        |
| 2023 | Oceans of Onlyness Universal Music (UMG) | Erstveröffentlichung: 28. April 2023                                                        |

## Singles

### Als Leadmusiker
| Jahr | Titel Album                                       | Höchstplatzierung, Gesamtwochen, AuszeichnungChartplatzierungen (Jahr, Titel, Album, Platzierungen, Wochen, Auszeichnungen, Anmerkungen) | Höchstplatzierung, Gesamtwochen, AuszeichnungChartplatzierungen (Jahr, Titel, Album, Platzierungen, Wochen, Auszeichnungen, Anmerkungen) | Höchstplatzierung, Gesamtwochen, AuszeichnungChartplatzierungen (Jahr, Titel, Album, Platzierungen, Wochen, Auszeichnungen, Anmerkungen) | Höchstplatzierung, Gesamtwochen, AuszeichnungChartplatzierungen (Jahr, Titel, Album, Platzierungen, Wochen, Auszeichnungen, Anmerkungen) | Anmerkungen                                                                      |
| Jahr | Titel Album                                       | DE | AT | CH | UK | Anmerkungen                                                                      |
| ---- | ------------------------------------------------- | --- | --- | --- | --- | -------------------------------------------------------------------------------- |
| 2005 | Hallelujah Barfuss (O.S.T.)                       | — | AT58 (1 Wo.)AT | — | — | Erstveröffentlichung: 29. März 2005 Original: Leonard Cohen                      |
| 2011 | Can’t Stand the Silence                           | DE17 (23 Wo.)DE | AT65 Platin · (2 Wo.)AT | — | — | Erstveröffentlichung: 22. August 2011 Verkäufe: + 30.000                         |
| 2012 | Colour Me In Can’t Stand the Silence              | DE12 (16 Wo.)DE | AT28 (5 Wo.)AT | CH46 (1 Wo.)CH | — | Erstveröffentlichung: 27. Januar 2012                                            |
| 2012 | Heart of an Enemy Can’t Stand the Silence         | DE47 (3 Wo.)DE | — | — | — | Erstveröffentlichung: 18. Mai 2012                                               |
| 2012 | Wild Love Can’t Stand the Silence – The Encore    | DE18 Gold · (27 Wo.)DE | AT6 (16 Wo.)AT | CH60 (1 Wo.)CH | — | Erstveröffentlichung: 12. Oktober 2012 Verkäufe: + 150.000                       |
| 2014 | Can’t Say No Pride                                | DE32 (16 Wo.)DE | AT41 (11 Wo.)AT | CH49 (7 Wo.)CH | — | Erstveröffentlichung: 11. April 2014                                             |
| 2014 | Oh My Love Pride                                  | DE35 Gold · (14 Wo.)DE | AT36 (4 Wo.)AT | CH24 (11 Wo.)CH | — | Erstveröffentlichung: 5. September 2014 Verkäufe: + 200.000; feat. Amy Macdonald |
| 2015 | It’s a Good Life Pride                            | DE43 (7 Wo.)DE | — | CH40 (1 Wo.)CH | — | Erstveröffentlichung: 16. Januar 2015                                            |
| 2015 | Armour Prisma                                     | DE86 (4 Wo.)DE | — | — | — | Erstveröffentlichung: 11. September 2015                                         |
| 2015 | Stronger Than Ever –                              | DE85 (1 Wo.)DE | — | — | — | Erstveröffentlichung: 26. November 2015 mit MarieMarie                           |
| 2015 | Fire Prisma                                       | — | — | — | — | Erstveröffentlichung: 10. Dezember 2015                                          |
| 2018 | Is It Love? Neon                                  | DE20 Gold · (24 Wo.)DE | AT18 Gold · (16 Wo.)AT | CH12 Platin · (18 Wo.)CH | — | Erstveröffentlichung: 20. April 2018 Verkäufe: + 235.000; feat. Kool Savas       |
| 2018 | Kiss Me Neon                                      | DE91 Gold · (3 Wo.)DE | — | CH39 (16 Wo.)CH | — | Erstveröffentlichung: 24. August 2018 Verkäufe: + 200.000                        |
| 2019 | Let’s Be Lovers Tonight (Deepend Single Mix) Neon | — | — | — | — | Erstveröffentlichung: 16. August 2019                                            |
| 2020 | Talk to Your Body Hy Brasil                       | DE— aDE | — | — | — | Erstveröffentlichung: 10. September 2020                                         |
| 2020 | Hey Hey Hey Hy Brasil                             | — | — | — | — | Erstveröffentlichung: 23. Oktober 2020                                           |
| 2020 | The One Hy Brasil                                 | DE54 Gold · (22 Wo.)DE | AT20 Gold · (22 Wo.)AT | — | — | Erstveröffentlichung: 13. November 2020 Verkäufe: + 215.000; feat. Vize          |
| 2021 | Love Makes You Shine –                            | — | — | — | — | Erstveröffentlichung: 22. Oktober 2021 feat. Younotus & Kush Kush                |
| 2023 | Free Like the Ocean Halo                          | — | — | — | — | Erstveröffentlichung: 2. Juni 2023                                               |
| 2023 | Perfect in My Eyes Halo                           | — | — | — | — | Erstveröffentlichung: 3. November 2023                                           |
| 2024 | Somewhere Close to Heaven Halo                    | — | — | — | — | Erstveröffentlichung: 15. März 2024 feat. Picture This                           |
| 2024 | Halo                                              | — | — | — | — | Erstveröffentlichung: 30. August 2024                                            |

### Als Gastmusiker

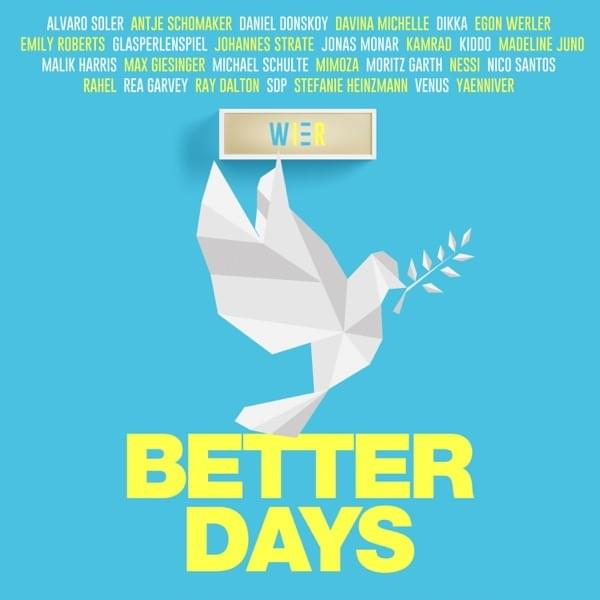
Frontcover zu Better Days.

| Jahr | Titel Album                                                        | Höchstplatzierung, Gesamtwochen, AuszeichnungChartplatzierungen (Jahr, Titel, Album, Platzierungen, Wochen, Auszeichnungen, Anmerkungen) | Höchstplatzierung, Gesamtwochen, AuszeichnungChartplatzierungen (Jahr, Titel, Album, Platzierungen, Wochen, Auszeichnungen, Anmerkungen) | Höchstplatzierung, Gesamtwochen, AuszeichnungChartplatzierungen (Jahr, Titel, Album, Platzierungen, Wochen, Auszeichnungen, Anmerkungen) | Höchstplatzierung, Gesamtwochen, AuszeichnungChartplatzierungen (Jahr, Titel, Album, Platzierungen, Wochen, Auszeichnungen, Anmerkungen) | Anmerkungen                                                                                          |
| Jahr | Titel Album                                                        | DE | AT | CH | UK | Anmerkungen                                                                                          |
| ---- | ------------------------------------------------------------------ | --- | --- | --- | --- | --- |
| 2000 | Heal Yourself –                                                    | — | — | — | — | Erstveröffentlichung: 18. September 2000 mit New Rock Conference                                     |
| 2001 | Be.Angeled be.angeled (O.S.T.)                                     | DE16 (15 Wo.)DE | AT15 (18 Wo.)AT | CH53 (16 Wo.)CH | UK31 (2 Wo.)UK | Erstveröffentlichung: 30. April 2001 Jam & Spoon feat. Rea                                           |
| 2004 | Set Me Free (Empty Rooms) Tripomatic Fairtales 3003                | DE22 (10 Wo.)DE | AT57 (4 Wo.)AT | — | — | Erstveröffentlichung: 17. Mai 2004 Jam & Spoon feat. Rea                                             |
| 2006 | Liam Mein rasend Herz                                              | DE51 (5 Wo.)DE | — | — | — | Erstveröffentlichung: 3. Februar 2006 In Extremo feat. Rea Garvey                                    |
| 2007 | Let Go In Between                                                  | DE21 (11 Wo.)DE | — | — | — | Erstveröffentlichung: 7. Dezember 2007 Paul van Dyk feat. Rea Garvey                                 |
| 2010 | Each Tear Stronger with Each Tear (German Edition)                 | — | — | — | — | Erstveröffentlichung: 18. Juni 2010 Mary J. Blige feat. Rea Garvey                                   |
| 2011 | Heroes/Helden The Voice of Germany: Die Highlights                 | DE28 (10 Wo.)DE | AT50 (3 Wo.)AT | — | — | Erstveröffentlichung: 24. November 2011 mit Nena, Xavier Naidoo & The BossHoss Original: David Bowie |
| 2015 | Das kann uns keiner nehmen (Unplugged) MTV Unplugged in drei Akten | — | — | — | — | Erstveröffentlichung: 31. Juli 2015 Revolverheld feat. Rea Garvey                                    |
| 2019 | How Bout You –                                                     | — | — | CH98 (1 Wo.)CH | — | Erstveröffentlichung: 10. November 2019 Erwin Kintop feat. Rea Garvey                                |
| 2020 | Someone Better –                                                   | DE30 (3 Wo.)DE | — | CH3 (7 Wo.)CH | — | Erstveröffentlichung: 18. Dezember 2020 Paula Dalla Corte feat. Rea Garvey & Samu Haber              |
| 2022 | Better Days –                                                      | — | — | — | — | Erstveröffentlichung: 22. April 2022 als Teil von Wier                                               |
| 2022 | Best Bad Friend B.O.A.T.S. (Extended Edition)                      | — | — | — | — | Erstveröffentlichung: 13. Mai 2022 Michael Patrick Kelly feat. Rea Garvey                            |

## Musikvideos
| Jahr | Titel                     | Regie               |
| ---- | ------------------------- | ------------------- |
| 2000 | Heal Yourself             | Erçin Filizli       |
| 2001 | Be.Angeled                |                     |
| 2004 | Set Me Free (Empty Rooms) | Hans Hammers Jr. II |
| 2007 | Let Go                    |                     |
| 2010 | Each Tear                 | Marcus Raboy        |
| 2011 | Can’t Stand the Silence   | Gregor Erler        |
| 2012 | Colour Me In              | Katja Kuhl          |
| 2012 | Heart of an Enemy         | André Maat          |
| 2012 | Wild Love                 | Anne Weigel         |
| 2014 | Can’t Say No              | Hörður Sveinsson    |
| 2014 | Oh My Love                | Christian Lang      |
| 2015 | It’s a Good Life          | Thomas Sali         |
| 2015 | Armour                    | Jørg M. Kundinger   |
| 2015 | War                       | Jørg M. Kundinger   |
| 2015 | Fire                      | Thomas Sali         |
| 2016 | I’m All About You         | Jørg M. Kundinger   |
| 2018 | Is It Love?               | Jørg M. Kundinger   |
| 2018 | Hometown                  | Patrick Wulf        |
| 2019 | How Bout You              | Juri                |
| 2020 | Talk to Your Body         | Patrick Wulf        |
| 2020 | The One                   | Bildreich Hamburg   |
| 2021 | Love Makes You Shine      | Marvin Ströter      |
| 2022 | Best Bad Friend           | Marvin Ströter      |
| 2023 | Free Like the Ocean       | Patrick Wulf        |
| 2024 | Somewhere Close to Heaven | Patrick Wulf        |
| 2024 | Halo                      | Patrick Wulf        |

## Autorenbeteiligungen und Produktionen
Rea Garvey als Autor (A) und Produzent (P) in den Charts

| Jahr          | Titel Album                                                         | Höchstplatzierung, Gesamtwochen, AuszeichnungChartplatzierungen (Jahr, Titel, Album, Platzierungen, Wochen, Auszeichnungen, Anmerkungen) | Höchstplatzierung, Gesamtwochen, AuszeichnungChartplatzierungen (Jahr, Titel, Album, Platzierungen, Wochen, Auszeichnungen, Anmerkungen) | Höchstplatzierung, Gesamtwochen, AuszeichnungChartplatzierungen (Jahr, Titel, Album, Platzierungen, Wochen, Auszeichnungen, Anmerkungen) | Höchstplatzierung, Gesamtwochen, AuszeichnungChartplatzierungen (Jahr, Titel, Album, Platzierungen, Wochen, Auszeichnungen, Anmerkungen) | Anmerkungen                                                 |
| Jahr          | Titel Album                                                         | DE | AT | CH | UK | Anmerkungen                                                 |
| ------------- | ------------------------------------------------------------------- | --- | --- | --- | --- | ----------------------------------------------------------- |
| 2000          | Supergirl A Reamonn                                                 | DE4 Gold · (27 Wo.)DE | AT4 (18 Wo.)AT | CH10 (25 Wo.)CH | — | Erstveröffentlichung: 27. März 2000 Verkäufe: + 250.000     |
| 2000          | Josephine A Reamonn                                                 | DE35 (11 Wo.)DE | — | CH61 (10 Wo.)CH | — | Erstveröffentlichung: 21. August 2000                       |
| 2000          | Waiting There for You A Reamonn                                     | DE80 (6 Wo.)DE | — | — | — | Erstveröffentlichung: 27. November 2000                     |
| 2001          | Ich und Du P NTS                                                    | DE55 (9 Wo.)DE | — | — | — | Erstveröffentlichung: 10. September 2001                    |
| 2001          | Weep A Reamonn                                                      | DE69 (9 Wo.)DE | — | — | — | Erstveröffentlichung: 17. September 2001                    |
| 2002          | Life Is a Dream A Reamonn                                           | DE77 (1 Wo.)DE | — | — | — | Erstveröffentlichung: 11. Januar 2002                       |
| 2003          | Star A Reamonn                                                      | DE23 (12 Wo.)DE | AT41 (7 Wo.)AT | CH39 (11 Wo.)CH | — | Erstveröffentlichung: 28. April 2003                        |
| 2003          | Alright A Reamonn                                                   | DE17 (23 Wo.)DE | AT5 (22 Wo.)AT | CH36 (9 Wo.)CH | — | Erstveröffentlichung: 8. September 2003                     |
| 2004          | Strong A Reamonn                                                    | DE45 (9 Wo.)DE | — | — | — | Erstveröffentlichung: 8. März 2004                          |
| 2004          | Set Me Free (Empty Rooms) A Jam & Spoon feat. Rea                   | DE22 (10 Wo.)DE | AT57 (4 Wo.)AT | — | — | Erstveröffentlichung: 17. Mai 2004                          |
| 2004          | Sunshine Baby A Reamonn                                             | DE65 (6 Wo.)DE | — | — | — | Erstveröffentlichung: 13. Juli 2004                         |
| 2004          | Without You (Stay) A Florence Joy                                   | DE99 (1 Wo.)DE | — | — | — | Erstveröffentlichung: 4. Oktober 2004                       |
| 2004          | Sweetest Poison A Nu Pagadi                                         | DE1 Gold · (14 Wo.)DE | AT1 Gold · (17 Wo.)AT | CH1 (12 Wo.)CH | — | Erstveröffentlichung: 13. Dezember 2004 Verkäufe: + 200.000 |
| 2005          | Dying Words A Nu Pagadi                                             | DE22 (9 Wo.)DE | AT36 (5 Wo.)AT | CH47 (5 Wo.)CH | — | Erstveröffentlichung: 20. Februar 2005                      |
| 2006          | Promise (You & Me) A Reamonn                                        | DE17 (10 Wo.)DE | AT29 (9 Wo.)AT | CH35 (11 Wo.)CH | — | Erstveröffentlichung: 24. März 2006                         |
| 2006          | Tonight A Reamonn                                                   | DE11 Gold · (19 Wo.)DE | AT28 (19 Wo.)AT | CH20 (28 Wo.)CH | — | Erstveröffentlichung: 7. Juli 2006 Verkäufe: + 170.000      |
| 2006          | The Only Ones A Reamonn feat. Lucie Silvas                          | DE23 (15 Wo.)DE | AT26 (12 Wo.)AT | CH32 (17 Wo.)CH | — | Erstveröffentlichung: 10. November 2006                     |
| 2007          | Serpentine A Reamonn                                                | DE38 (9 Wo.)DE | AT66 (2 Wo.)AT | — | — | Erstveröffentlichung: 18. Mai 2007                          |
| 2007          | Let Go A Paul van Dyk feat. Rea Garvey                              | DE21 (11 Wo.)DE | — | — | — | Erstveröffentlichung: 7. Dezember 2007                      |
| 2008          | Through the Eyes of a Child A Reamonn                               | DE6 Gold · (22 Wo.)DE | AT13 (24 Wo.)AT | CH15 (24 Wo.)CH | — | Erstveröffentlichung: 10. Oktober 2008 Verkäufe: + 150.000  |
| 2009          | Million Miles A Reamonn                                             | DE17 (11 Wo.)DE | AT30 (15 Wo.)AT | CH41 (9 Wo.)CH | — | Erstveröffentlichung: 13. Februar 2009                      |
| 2009          | Moments Like This A Reamonn                                         | DE19 (15 Wo.)DE | AT53 (3 Wo.)AT | — | — | Erstveröffentlichung: 5. Juni 2009                          |
| 2009          | Aeroplane A, P Reamonn                                              | DE37 (9 Wo.)DE | AT52 (13 Wo.)AT | — | — | Erstveröffentlichung: 17. November 2009                     |
| 2010          | Everyone Dance A Mihalis                                            | DE96 (1 Wo.)DE | — | — | — | Erstveröffentlichung: 30. Juli 2010                         |
| 2010          | Yesterday A Reamonn                                                 | DE31 (11 Wo.)DE | — | — | — | Erstveröffentlichung: 13. August 2010                       |
| 2010          | Colder A Reamonn                                                    | DE67 (3 Wo.)DE | — | — | — | Erstveröffentlichung: 23. November 2010                     |
| 2011          | Can’t Stand the Silence A Rea Garvey                                | DE17 (23 Wo.)DE | AT65 Platin · (2 Wo.)AT | — | — | Erstveröffentlichung: 22. August 2011 Verkäufe: + 30.000    |
| 2012          | Carry Me Home A Michael Schulte                                     | DE8 (5 Wo.)DE | AT30 (3 Wo.)AT | CH25 (3 Wo.)CH | — | Erstveröffentlichung: 3. Februar 2012                       |
| 2012          | Dach der Welt A Max Giesinger                                       | DE14 (3 Wo.)DE | AT39 (1 Wo.)AT | CH65 (2 Wo.)CH | — | Erstveröffentlichung: 10. Februar 2012                      |
| 2012          | Colour Me In A Rea Garvey                                           | DE12 (16 Wo.)DE | AT28 (5 Wo.)AT | CH46 (1 Wo.)CH | — | Erstveröffentlichung: 27. Januar 2012                       |
| 2012          | Heart of an Enemy A Rea Garvey                                      | DE47 (3 Wo.)DE | — | — | — | Erstveröffentlichung: 18. Mai 2012                          |
| 2012          | Wild Love A, P Rea Garvey                                           | DE18 Gold · (27 Wo.)DE | AT6 (16 Wo.)AT | CH60 (1 Wo.)CH | — | Erstveröffentlichung: 12. Oktober 2012 Verkäufe: + 150.000  |
| 2014          | Can’t Say No A, P Rea Garvey                                        | DE32 (16 Wo.)DE | AT41 (11 Wo.)AT | CH49 (7 Wo.)CH | — | Erstveröffentlichung: 11. April 2014                        |
| 2014          | Crossroads A Shem Thomas                                            | — | — | CH1 Gold · (17 Wo.)CH | — | Erstveröffentlichung: 20. April 2014 Verkäufe: + 15.000     |
| 2014          | Oh My Love A, P Rea Garvey feat. Amy Macdonald                      | DE35 Gold · (14 Wo.)DE | AT36 (4 Wo.)AT | CH24 (11 Wo.)CH | — | Erstveröffentlichung: 5. September 2014 Verkäufe: + 200.000 |
| 2015          | It’s a Good Life A, P Rea Garvey                                    | DE43 (7 Wo.)DE | — | CH40 (1 Wo.)CH | — | Erstveröffentlichung: 16. Januar 2015                       |
| 2015          | Supergirl A Anna Naklab feat. Alle Farben & Younotus                | DE2 Platin · (42 Wo.)DE | AT1 Gold · (30 Wo.)AT | CH5 Gold · (29 Wo.)CH | — | Erstveröffentlichung: 24. April 2015 Verkäufe: + 550.000    |
| 2015          | Armour A, P Rea Garvey                                              | DE86 (4 Wo.)DE | — | — | — | Erstveröffentlichung: 11. September 2015                    |
| 2015          | Stronger Than Ever A, P Rea Garvey & MarieMarie                     | DE85 (1 Wo.)DE | — | — | — | Erstveröffentlichung: 26. November 2015                     |
| 2018          | Is It Love? A, P Rea Garvey feat. Kool Savas                        | DE20 Gold · (24 Wo.)DE | AT18 Gold · (16 Wo.)AT | CH12 Platin · (18 Wo.)CH | — | Erstveröffentlichung: 20. April 2018 Verkäufe: + 235.000    |
| 2018          | Kiss Me A, P Rea Garvey                                             | DE91 Gold · (3 Wo.)DE | — | CH39 (16 Wo.)CH | — | Erstveröffentlichung: 24. August 2018 Verkäufe: + 200.000   |
| 2020          | The One A Rea Garvey feat. Vize                                     | DE54 Gold · (22 Wo.)DE | AT20 Gold · (22 Wo.)AT | — | — | Erstveröffentlichung: 13. November 2020 Verkäufe: + 215.000 |
| 2020          | Someone Better A, P Paula Dalla Corte feat. Rea Garvey & Samu Haber | DE30 (3 Wo.)DE | — | CH3 (7 Wo.)CH | — | Erstveröffentlichung: 18. Dezember 2020                     |
| Promo-Singles |                                                                     | | | | |                                                             |
|               |                                                                     | | | | |                                                             |
| 2018          | Hometown A, P Rea Garvey                                            | — | — | CH94 (1 Wo.)CH | — | Erstveröffentlichung: 8. Februar 2018                       |

## Promoveröffentlichungen
Promo-Singles

| Jahr | Titel Album                                                                  | Höchstplatzierung, Gesamtwochen, AuszeichnungChartplatzierungen (Jahr, Titel, Album, Platzierungen, Wochen, Auszeichnungen, Anmerkungen) | Höchstplatzierung, Gesamtwochen, AuszeichnungChartplatzierungen (Jahr, Titel, Album, Platzierungen, Wochen, Auszeichnungen, Anmerkungen) | Höchstplatzierung, Gesamtwochen, AuszeichnungChartplatzierungen (Jahr, Titel, Album, Platzierungen, Wochen, Auszeichnungen, Anmerkungen) | Höchstplatzierung, Gesamtwochen, AuszeichnungChartplatzierungen (Jahr, Titel, Album, Platzierungen, Wochen, Auszeichnungen, Anmerkungen) | Anmerkungen                                                                                     |
| Jahr | Titel Album                                                                  | DE | AT | CH | UK | Anmerkungen                                                                                     |
| ---- | ---------------------------------------------------------------------------- | --- | --- | --- | --- | ----------------------------------------------------------------------------------------------- |
| 2012 | Rise Before You Fall Die Wanderhure – Best Of                                | — | — | — | — | Erstveröffentlichung: 14. November 2012                                                         |
| 2015 | War Prisma                                                                   | — | — | — | — | Erstveröffentlichung: 25. September 2015                                                        |
| 2016 | I’m All About You Prisma                                                     | — | — | — | — | Erstveröffentlichung: 29. Juni 2016                                                             |
| 2016 | Danke (I’m All About You/Candlelight) Pride / Prisma                         | — | — | — | — | Erstveröffentlichung: Dezember 2016 Vertrieb an die Spender von „Saving an Angel“               |
| 2018 | Hometown Neon                                                                | — | — | CH94 (1 Wo.)CH | — | Erstveröffentlichung: 8. Februar 2018                                                           |
| 2020 | Hallelujah (Live) Die Helene Fischer Show – Meine schönsten Momente (Vol. 1) | — | — | — | — | Erstveröffentlichung: 6. Dezember 2020 Helene Fischer feat. Rea Garvey; Original: Leonard Cohen |
| 2021 | Rose Playlist                                                                | — | — | — | — | Erstveröffentlichung: 18. Oktober 2021 Sebastian Fitzek feat. Rea Garvey                        |

## Sonderveröffentlichungen

### Alben
| Jahr | Titel Musiklabel                            | Anmerkungen                                                                        |
| ---- | ------------------------------------------- | ---------------------------------------------------------------------------------- |
| 2015 | The Special Collection Island Records (UMG) | Erstveröffentlichung: 25. November 2015 Vertrieb nur über den Einzelhändler Tchibo |

| Jahr | Titel Musiklabel                                  | Anmerkungen                                                           |
| ---- | ------------------------------------------------- | --------------------------------------------------------------------- |
| 2013 | Auf den Dächern: Rea Garvey Universal Music (UMG) | Erstveröffentlichung: 1. Januar 2013 Teil der „Auf-den-Dächern“-Reihe |

| Jahr | Titel Musiklabel                                           | Anmerkungen                                                                        |
| ---- | ---------------------------------------------------------- | ---------------------------------------------------------------------------------- |
| 2015 | Prisma (Limited Super Deluxe Edition) Island Records (UMG) | Erstveröffentlichung: 2. Oktober 2015 Verkäufe werden dem Studioalbum hinzuaddiert |
| 2018 | Neon (Limited Fanbox) Island Records (UMG)                 | Erstveröffentlichung: 23. März 2018 Verkäufe werden dem Studioalbum hinzuaddiert   |

### Lieder
| Jahr | Titel Album                                                                  | Anmerkungen                                                                                     |
| ---- | ---------------------------------------------------------------------------- | ----------------------------------------------------------------------------------------------- |
| 2001 | Be.Angeled be.angeled (O.S.T.)                                               | Erstveröffentlichung: 28. Mai 2001 Jam & Spoon feat. Rea                                        |
| 2004 | Set Me Free (Empty Rooms) Tripomatic Fairtales 3003                          | Erstveröffentlichung: 21. Juni 2004 Jam & Spoon feat. Rea                                       |
| 2004 | Why? Tripomatic Fairtales 3003                                               | Erstveröffentlichung: 21. Juni 2004 Jam & Spoon feat. Rea                                       |
| 2005 | Liam Mein rasend Herz                                                        | Erstveröffentlichung: 29. Mai 2005 In Extremo feat. Rea Garvey                                  |
| 2006 | All Good Things (Come to an End) Loose (International Tour Edition)          | Erstveröffentlichung: 1. Dezember 2006 Nelly Furtado feat. Rea Garvey                           |
| 2007 | Let Go In Between                                                            | Erstveröffentlichung: 24. August 2007 Paul van Dyk feat. Rea Garvey                             |
| 2009 | Each Tear Stronger with Each Tear (German Edition)                           | Erstveröffentlichung: 21. Dezember 2009 Mary J. Blige feat. Rea Garvey                          |
| 2011 | Running a Wrong Way Distant Earth                                            | Erstveröffentlichung: 29. April 2011 atb feat. Rea Garvey                                       |
| 2011 | Run Run Devil Liberty of Action                                              | Erstveröffentlichung: 25. November 2011 The BossHoss feat. Rea Garvey                           |
| 2012 | Couldn’t It Be Love Das Album                                                | Erstveröffentlichung: 12. Oktober 2012 Sing um dein Leben feat. Rea Garvey                      |
| 2012 | One Day Like This My Voice Story                                             | Erstveröffentlichung: 21. Dezember 2012 Nick Howard feat. Rea Garvey                            |
| 2013 | Give a Little Am seidenen Faden – Unter die Haut                             | Erstveröffentlichung: 16. August 2013 Tim Bendzko feat. Rea Garvey                              |
| 2013 | Ohne Dich Kopf an Kopf – Live                                                | Erstveröffentlichung: 8. November 2013 Silly feat. Rea Garvey                                   |
| 2014 | Can’t Say No Home Sweet Home (International Special Edition)                 | Erstveröffentlichung: 5. September 2014 Andreas Gabalier feat. Rea Garvey                       |
| 2015 | Das kann uns keiner nehmen (Unplugged) MTV Unplugged in drei Akten           | Erstveröffentlichung: 9. Oktober 2015 Revolverheld feat. Rea Garvey                             |
| 2017 | Walking Away The Very Best of Greatest Hits 2005–2017                        | Erstveröffentlichung: 12. Mai 2017 The BossHoss feat. Rea Garvey                                |
| 2020 | Hallelujah (Live) Die Helene Fischer Show – Meine schönsten Momente (Vol. 1) | Erstveröffentlichung: 11. Dezember 2020 Helene Fischer feat. Rea Garvey Original: Leonard Cohen |
| 2021 | Rose Playlist                                                                | Erstveröffentlichung: 22. Oktober 2021 Sebastian Fitzek feat. Rea Garvey                        |
| 2022 | Best Bad Friend B.O.A.T.S. (Extended Edition)                                | Erstveröffentlichung: 11. November 2022 Michael Patrick Kelly feat. Rea Garvey                  |

| Jahr | Titel Album                                                    | Anmerkungen                                                                                        |
| ---- | -------------------------------------------------------------- | -------------------------------------------------------------------------------------------------- |
| 2012 | Heroes/Helden The Voice of Germany: Die Highlights             | Erstveröffentlichung: 28. Januar 2012 mit Nena, Xavier Naidoo & The BossHoss Original: David Bowie |
| 2018 | Big in Japan Sing meinen Song – Das Tauschkonzert Vol. 5       | Erstveröffentlichung: 11. Mai 2018 Original: Alphaville                                            |
| 2018 | Fragile Sing meinen Song – Das Tauschkonzert Vol. 5            | Erstveröffentlichung: 11. Mai 2018 Original: Leslie Clio                                           |
| 2018 | Guten Tag Sing meinen Song – Das Tauschkonzert Vol. 5          | Erstveröffentlichung: 11. Mai 2018 Original: Wir sind Helden                                       |
| 2018 | I’ll Walk Tall Sing meinen Song – Das Tauschkonzert Vol. 5     | Erstveröffentlichung: 11. Mai 2018 Original: Mary Roos                                             |
| 2018 | Lass uns gehen Sing meinen Song – Das Tauschkonzert Vol. 5     | Erstveröffentlichung: 11. Mai 2018 Original: Revolverheld                                          |
| 2018 | Stimme Sing meinen Song – Das Tauschkonzert Vol. 5             | Erstveröffentlichung: 11. Mai 2018 Original: Eff                                                   |
| 2018 | Susanna Bibi & Tina – Star-Edition                             | Erstveröffentlichung: 28. September 2018 Original: Kostja Ullmann                                  |
| 2018 | Fairytale of New York Sing meinen Song – Das Weihnachtskonzert | Erstveröffentlichung: 23. November 2018 mit Leslie Clio; Original: The Pogues                      |
| 2018 | Perfect Day Sing meinen Song – Das Weihnachtskonzert           | Erstveröffentlichung: 23. November 2018 Original: Lou Reed                                         |
| 2019 | You’ll Take a Galaxy with You Dein Song 2019                   | Erstveröffentlichung: 15. März 2019 mit Eliana Hebborn                                             |

| Jahr | Titel Soundtrack zu                 | Anmerkungen                                                     |
| ---- | ----------------------------------- | --------------------------------------------------------------- |
| 2001 | Be.Angeled be.angeled               | Erstveröffentlichung: 28. Mai 2001 Jam & Spoon feat. Rea        |
| 2005 | Hallelujah Barfuss                  | Erstveröffentlichung: 4. April 2005 Original: Leonard Cohen     |
| 2005 | Walk with Me Barfuss                | Erstveröffentlichung: 4. April 2005                             |
| 2007 | Hold Me Now Keinohrhasen            | Erstveröffentlichung: 7. Dezember 2007 Interpreten: Anna & Ludo |
| 2012 | Rise Before You Fall Die Wanderhure | Erstveröffentlichung: 26. Oktober 2012                          |

### Videoalben
| Jahr | Titel Musiklabel                                                           | Anmerkungen                                                                         |
| ---- | -------------------------------------------------------------------------- | ----------------------------------------------------------------------------------- |
| 2012 | Can’t Stand the Silence – The Encore (Deluxe Edition) Island Records (UMG) | Erstveröffentlichung: 19. Oktober 2012 Verkäufe werden dem Studioalbum hinzuaddiert |
| 2014 | Pride (Deluxe Edition) Island Records (UMG)                                | Erstveröffentlichung: 2. Mai 2014 Verkäufe werden dem Studioalbum hinzuaddiert      |
| 2015 | Prisma (Deluxe Edition) Island Records (UMG)                               | Erstveröffentlichung: 2. Oktober 2015 Verkäufe werden dem Studioalbum hinzuaddiert  |
| 2018 | Neon (Limited Fanbox) Island Records (UMG)                                 | Erstveröffentlichung: 23. März 2018 Verkäufe werden dem Studioalbum hinzuaddiert    |

## Statistik

### Chartauswertung
|                     | DE    | AT    | CH    | UK    |
| ------------------- | ----- | ----- | ----- | ----- |
| Nummer-eins-Alben   | DE—DE | AT—AT | CH—CH | UK—UK |
| Top-10-Alben        | DE6DE | AT1AT | CH4CH | UK—UK |
| Alben in den Charts | DE6DE | AT6AT | CH6CH | UK—UK |

|                       | DE     | AT     | CH     | UK    |
| --------------------- | ------ | ------ | ------ | ----- |
| Nummer-eins-Singles   | DE—DE  | AT—AT  | CH—CH  | UK—UK |
| Top-10-Singles        | DE—DE  | AT1AT  | CH1CH  | UK—UK |
| Singles in den Charts | DE18DE | AT11AT | CH11CH | UK1UK |

|                       | DE     | AT     | CH     | UK    |
| --------------------- | ------ | ------ | ------ | ----- |
| Nummer-eins-Singles   | DE1DE  | AT2AT  | CH2CH  | UK—UK |
| Top-10-Singles        | DE5DE  | AT5AT  | CH5CH  | UK—UK |
| Singles in den Charts | DE41DE | AT24AT | CH24CH | UK—UK |

|                       | DE     | AT    | CH    | UK    |
| --------------------- | ------ | ----- | ----- | ----- |
| Nummer-eins-Singles   | DE—DE  | AT—AT | CH—CH | UK—UK |
| Top-10-Singles        | DE—DE  | AT1AT | CH1CH | UK—UK |
| Singles in den Charts | DE11DE | AT5AT | CH8CH | UK—UK |

### Auszeichnungen für Musikverkäufe
| Goldene Schallplatte - Spanien - 2015: für die Autorenbeteiligung Supergirl (Anna Naklab) Platin-Schallplatte - Griechenland - 2025: für die Autorenbeteiligung Tonight (Reamonn) | Diamantene Schallplatte - Polen - 2016: für die Autorenbeteiligung Supergirl (Anna Naklab) |

Anmerkung: Auszeichnungen in Ländern aus den Charttabellen bzw. Chartboxen sind in ebendiesen zu finden.
| Land/RegionAuszeichnungen für Musikverkäufe (Land/Region, Auszeichnungen, Verkäufe, Quellen) | Gold       | Platin     | Diamant  | Verkäufe  | Quellen                    |
| -------------------------------------------------------------------------------------------- | ---------- | ---------- | -------- | --------- | -------------------------- |
| Deutschland (BVMI)                                                                           | 11× Gold11 | 3× Platin3 | —        | 2.685.000 | musikindustrie.de          |
| Griechenland (IFPI)                                                                          | —          | Platin1    | —        | 20.000    | Einzelnachweise            |
| Österreich (IFPI)                                                                            | 4× Gold4   | Platin1    | —        | 90.000    | ifpi.at                    |
| Polen (ZPAV)                                                                                 | —          | —          | Diamant1 | 100.000   | olis.pl                    |
| Schweiz (IFPI)                                                                               | 2× Gold2   | Platin1    | —        | 50.000    | hitparade.ch musikwoche.de |
| Spanien (Promusicae)                                                                         | Gold1      | —          | —        | 20.000    | elportaldemusica.es        |
| Insgesamt                                                                                    | 18× Gold18 | 6× Platin6 | Diamant1 |           |                            |